# Profvoetballer van het Jaar 2008
Het Belgische gala van de Profvoetballer van het Jaar 2008 werd georganiseerd op 11 mei 2008 in het casino in Oostende. Milan Jovanović won de trofee voor de eerste keer.

## Winnaars
De pijlsnelle en dribbelvaardige aanvaller Milan Jovanović werd in 2008 met Standard Luik landskampioen. Het was van 1983 geleden dat de Rouches de titel nog eens gewonnen hadden. De Serviër was net als zijn ploeggenoot Marouane Fellaini een van de uitblinkers bij Standard. Jovanović haalde het met 14 punten voorsprong. Zijn ploeggenoot Axel Witsel werd verkozen tot Jonge Profvoetballer van het Jaar. Michel Preud'homme won als speler de laatste titel in 1983 en loodste nu als trainer het team naar een nieuwe eindzege in het kampioenschap. Hij werd logischerwijs verkozen tot Trainer van het Jaar.
Kenny Steppe van Germinal Beerschot toonde zich in het seizoen 2007/08 een secure doelman en kreeg van zijn collega's de trofee voor Keeper van het Jaar.
Doelman Frédéric Herpoel volgde zichzelf op voor de Fair-Playprijs.
De uit Gabon afkomstige arbiter Jérôme Efong Nzolo werd voor de tweede maal Scheidsrechter van het Jaar.

## Uitslag

### Profvoetballer van het Jaar
| Nr. | Land                | Winnaar           | Club           | Ptn. |
| --- | ------------------- | ----------------- | -------------- | ---- |
| 1.  | Vlag van Servië     | Milan Jovanović   | Standard Luik  | 177  |
| 2.  | Vlag van België     | Marouane Fellaini | Standard Luik  | 163  |
| 3.  | Vlag van Marokko    | Mbark Boussoufa   | RSC Anderlecht | 121  |
| 4.  | Vlag van Costa Rica | Bryan Ruiz        | AA Gent        | 104  |
| "   | Vlag van België     | Steven Defour     | Standard Luik  | 104  |

### Keeper van het Jaar
| Nr. | Land               | Winnaar          | Club                        | Ptn. |
| --- | ------------------ | ---------------- | --------------------------- | ---- |
| 1.  | Vlag van België    | Kenny Steppe     | Germinal Beerschot          | 345  |
| 2.  | Vlag van België    | Olivier Renard   | Standard Luik / KV Mechelen | 277  |
| 3.  | Vlag van België    | Stijn Stijnen    | Club Brugge                 | 212  |
| 4.  | Vlag van Tsjechië  | Daniel Zitka     | RSC Anderlecht              | 153  |
| 5.  | Vlag van Frankrijk | Bertrand Laquait | Sporting Charleroi          | 118  |

### Trainer van het Jaar
| Nr. | Land                                 | Winnaar            | Club                    | Ptn. |
| --- | ------------------------------------ | ------------------ | ----------------------- | ---- |
| 1.  | Vlag van België                      | Michel Preud'homme | Standard Luik           | 781  |
| 2.  | Vlag van België                      | Glen De Boeck      | Cercle Brugge           | 575  |
| 3.  | Vlag van België                      | Ariël Jacobs       | RSC Anderlecht          | 205  |
| 4.  | Vlag van Nederland · Vlag van België | Harm van Veldhoven | Germinal Beerschot      | 138  |
| 5.  | Vlag van Frankrijk                   | Albert Cartier     | FC Brussels / RAEC Mons | 121  |

### Jonge Profvoetballer van het Jaar
| Nr. | Land             | Winnaar           | Club               | Ptn. |
| --- | ---------------- | ----------------- | ------------------ | ---- |
| 1.  | Vlag van België  | Axel Witsel       | Standard Luik      | 450  |
| 2.  | Vlag van België  | Steven Defour     | Standard Luik      | 328  |
| 3.  | Vlag van België  | Marouane Fellaini | Standard Luik      | 295  |
| 4.  | Vlag van België  | Kenny Steppe      | Germinal Beerschot | 120  |
| 5.  | Vlag van Nigeria | Joseph Akpala     | Sporting Charleroi | 119  |

### Scheidsrechter van het Jaar
| Nr. | Land                             | Winnaar            | Ptn. |
| --- | -------------------------------- | ------------------ | ---- |
| 1.  | Vlag van Gabon · Vlag van België | Jérôme Efong Nzolo | 704  |
| 2.  | Vlag van België                  | Frank De Bleeckere | 494  |
| 3.  | Vlag van België                  | Paul Allaerts      | 238  |
| 4.  | Vlag van België                  | Tim Pots           | 140  |
| 5.  | Vlag van België                  | Johan Verbist      | 121  |

### Fair-Playprijs
| Nr. | Land               | Winnaar            | Club          | Ptn. |
| --- | ------------------ | ------------------ | ------------- | ---- |
| 1.  | Vlag van België    | Frédéric Herpoel   | AA Gent       | 15   |
| 2.  | Vlag van België    | Denis Viane        | Cercle Brugge | 12   |
| "   | Vlag van Frankrijk | Mathieu Verschuere | Zulte Waregem | 12   |